# Jon Secada (álbum)
Jon Secada  es el álbum debut en inglés del cantante cubano de pop Jon Secada, lanzado en 1992. El álbum incluye cuatro sencillos que alcanzaron el Top 40 en el Billboard Hot 100 y el Top 10 en el Adult Contemporary, incluyendo «Just Another Day», que también fue un gran éxito. El álbum vendió seis millones de copias en todo el mundo y fue certificado 3x platino por la RIAA. Alcanzó el puesto 15 en el Billboard 200 en marzo de 1993. En los 5° Premios Lo Nuestro, el álbum ganó el premio a álbum pop del año.

## Lista de canciones
Todas las canciones escritas por Jon Secada y Miguel A. Morejon, excepto donde se señale:
1. «Just Another Day» – (5:25)
2. «Dreams That I Carry» – (4:46)
3. «Angel» – (4:34)
4. «Do You Believe in Us» – (3:58)
5. «One of a Kind» – (4:02) (Secada)
6. «Time Heals» – (4:24) (Willy Perez Feria)
7. «Do You Really Want Me» – (4:04)
8. «Misunderstood» – (4:22) (Secada, Scott Shapiro, Tom McWilliams, Jo Pat Cafaro)
9. «Always Something» – (4:13) (Secada, Clay Ostwald, Jorge Casas)
10. «I'm Free» – (4:01)
11. «Otro día más sin verte» (versión en español de «Just Another Day») – (5:27)  (Secada, Morejon, Gloria Estefan)
12. «Ángel» (versión en español) – (4:35) (Secada, Morejon, Estefan)

## Listas
Álbum
| Año  | Lista            | Posición |
| ---- | ---------------- | -------- |
| 1992 | UK Albums Chart  | 20       |
| 1993 | US Billboard 200 | 15       |

Sencillos
| Año  | Sencillo                 | Lista                | Posición |
| ---- | ------------------------ | -------------------- | -------- |
| 1992 | «Just Another Day»       | US Billboard Hot 100 | 5        |
| 1992 | «Just Another Day»       | Adult Contemporary   | 2        |
| 1992 | «Otro día más sin verte» | Hot Latin Tracks     | 1        |
| 1992 | «Do You Believe in Us»   | US Billboard Hot 100 | 13       |
| 1992 | «Do You Believe in Us»   | Adult Contemporary   | 3        |
| 1992 | «Angel»                  | Hot Latin Tracks     | 1        |
| 1993 | «Angel»                  | US Billboard Hot 100 | 18       |
| 1993 | «Angel»                  | Adult Contemporary   | 3        |
| 1993 | «I'm Free»               | US Billboard Hot 100 | 27       |
| 1993 | «I'm Free»               | Adult Contemporary   | 4        |

## Ventas y certificaciones
| País                                                             | Certificación | Ventas     |
| ---------------------------------------------------------------- | ------------- | ---------- |
| Estados Unidos                                                   | 3 x Platino   | 3,000,000^ |
| ^ cifras de envíos sobre la base de la certificación por sí sola |               |            |